# West Bridgewater
West Bridgewater és una població dels Estats Units a l'estat de Massachusetts. Segons el cens del 2000 tenia 6.634 habitants.

## Demografia
Segons el cens del 2000, West Bridgewater tenia 6.634 habitants, 2.444 habitatges, i 1.796 famílies. La densitat de població era de 162,7 habitants/km².
Dels 2.444 habitatges en un 31,1% hi vivien nens de menys de 18 anys, en un 59,9% hi vivien parelles casades, en un 9,8% dones solteres, i en un 26,5% no eren unitats familiars. En el 21,7% dels habitatges hi vivien persones soles l'11,1% de les quals corresponia a persones de 65 anys o més que vivien soles. El nombre mitjà de persones vivint en cada habitatge era de 2,66 i el nombre mitjà de persones que vivien en cada família era de 3,11.
Per edats la població es repartia de la següent manera: un 22,7% tenia menys de 18 anys, un 6,7% entre 18 i 24, un 28% entre 25 i 44, un 24,7% de 45 a 60 i un 17,8% 65 anys o més.
L'edat mediana era de 40 anys. Per cada 100 dones de 18 o més anys hi havia 90,9 homes.
La renda mediana per habitatge era de 55.958 $ i la renda mediana per família de 64.815$. Els homes tenien una renda mediana de 41.863 $ mentre que les dones 31.835$. La renda per capita de la població era de 23.701$. Entorn del 2% de les famílies i el 3,6% de la població estaven per davall del llindar de pobresa.